# Ridgway, Pennsylvania
Ridgway är administrativ huvudort i Elk County i delstaten Pennsylvania. Enligt 2010 års folkräkning hade Ridgway 4 078 invånare.